# Battaglia di Isto
La battaglia di Isto venne combattuta il 20 febbraio 1944 nelle acque dell'isola di Isto nell'odierna Croazia, nell'ambito dei più vasti combattimenti della battaglia del Mediterraneo della seconda guerra mondiale.
Una sezione di cacciatorpediniere francesi, operante dalla base di Bari, attaccò un convoglio di navi tedesche sorpreso al largo di Isto: un mercantile e una corvetta tedesca furono colati a picco e una torpediniera fu gravemente danneggiata, senza che le unità francesi accusassero alcuna perdita.

## Antefatti
Dopo aver stabilito una solida presenza nel sud della penisola italiana a seguito dei vittoriosi eventi dell'operazione Slapstick e dell'operazione Avalanche, all'inizio del 1944 la Royal Navy britannica istituì la 24th Destroyer Flotilla con sede a Bari per operare nel bacino del mare Adriatico; la flottiglia, della consistenza di una decina di unità, comprendeva anche una squadra di cacciatorpediniere francesi comprendente tre moderne unità della classe Le Fantasque: Le Fantasque, Le Terrible e Le Malin. Secondo gli accordi le unità francesi, agli ordini del capitano Pierre Lancelot, avrebbero operato nella parte settentrionale dell'Adriatico, mentre i britannici si sarebbero occupati della parte sud del bacino; l'alta velocità di cui erano capaci i cacciatorpediniere francesi, le unità più veloci del loro tipo all'epoca, li rendeva ottimi per operare tanto in missioni di raccolta di informazioni quanto per lanciare improvvise incursioni contro obiettivi nemici.

## La battaglia

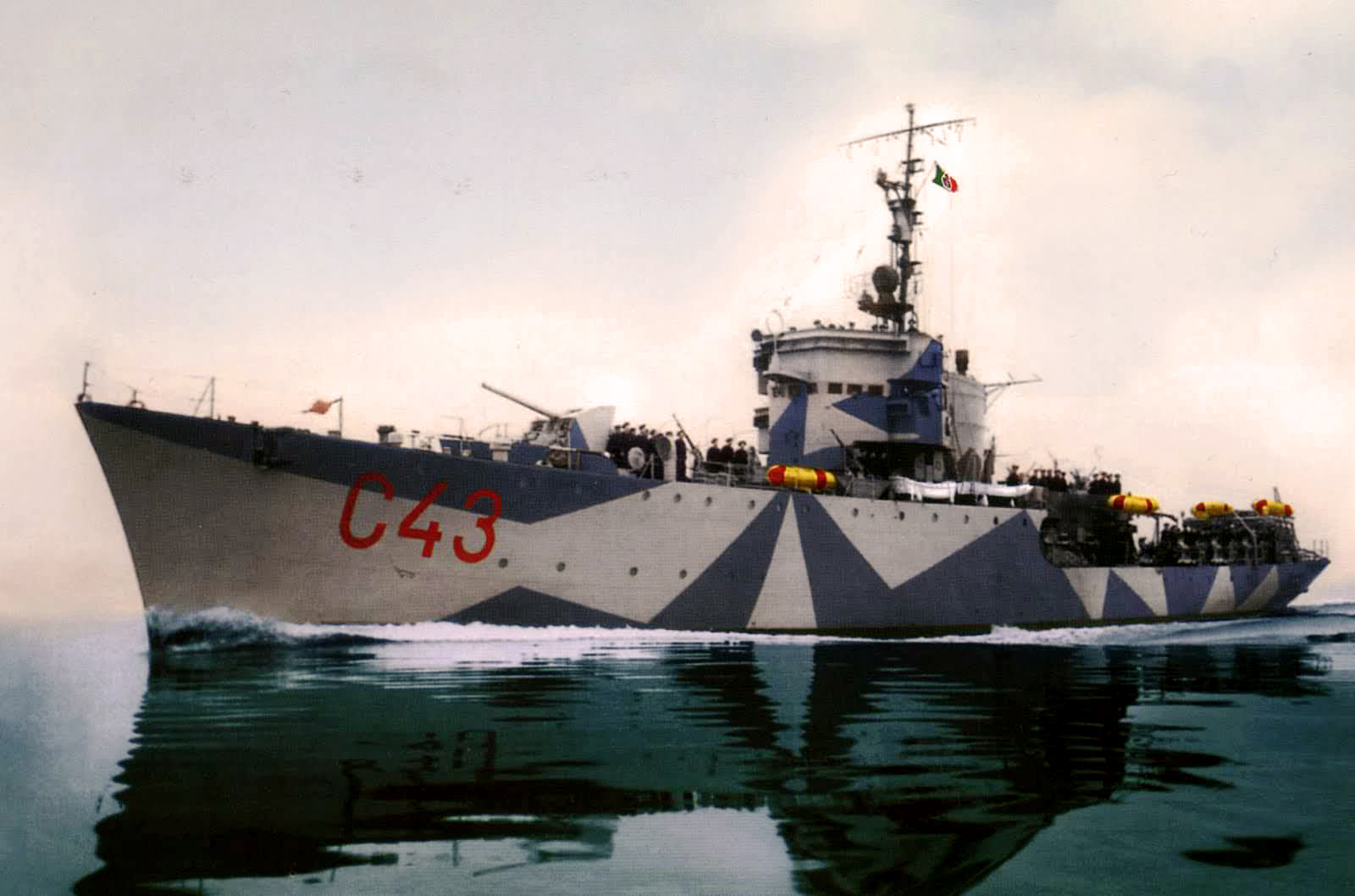
La corvetta Driade, gemella del UJ201 ex Egeria

Il 29 febbraio il capitano Lancelot salpò da Manfredonia con Le Terrible e Le Malin; contemporaneamente, un convoglio navale tedesco lasciava Pola sotto una forte scorta, comprendente le torpediniere TA36 e TA37 (ex Stella Polare e Gladio della classe Ariete della Regia Marina, catturate dopo gli eventi dell'armistizio dell'Italia), i cacciasommergibili UJ201 e UJ205 (ex corvette italiane classe Gabbiano Egeria e Colubrina) e tre piccoli dragamine; questo complesso di unità scortava il grosso mercantile Kapitan Diederichsen da 6 311 tonnellate di stazza lorda. Le unità di scorta erano state solo da poco rimesse in linea dalla Kriegsmarine tedesca, e gli equipaggi erano solo alla loro seconda missione operativa; i tedeschi facevano tuttavia affidamento sulla notte buia e senza luna per portare a termine la missione.
Alle 21:35 il radar del Terrible individuò alcuni contatti sospetti più a nord, e le due unità francesi fecero immediatamente rotta verso il rilevamento; una volta stabilito che i contatti non consistevano in navi alleate, i due cacciatorpediniere aprirono il fuoco da una distanza di poco più di 8000 metri contro le navi tedesche, colte completamente di sorpresa poco a ovest della costa dell'isola croata di Isto. Il Le Malin diresse il tiro dei suoi cannoni contro la più grande delle unità avvistate, e mise ben presto a segno dei colpi sulla Kapitan Diederichsen. I tedeschi tentarono di proteggersi stendendo una cortina fumogena, ma sfruttando la loro superiore velocità i due cacciatorpediniere serrarono le distanze sul bersaglio facendo uso dei loro apparati radar; Le Terrible mise a segno altri colpi di cannone sul mercantile, mentre Le Malin diresse il tiro sulla più vicina delle unità di scorta. Ridotta la distanza dal nemico a 4000 metri, Le Terrible iniziò il lancio dei siluri; la prima salva andò fuori bersaglio, ma il primo ordigno della seconda salva centrò in pieno la Kapitan Diederichsen: in preda a un devastante incendio, il mercantile iniziò a vagare alla deriva.
Nel frattempo il cacciasommergibili UJ201 era stato inquadrato dal tiro ben diretto dei cannoni del Le Malin e centrato da 90 colpi; l'unità tedesca fu ben presto ridotta a un relitto in fiamme, e Le Malin si avvicinò ulteriormente per lanciare una salva di siluri: un ordigno centrò in pieno il deposito di munizioni dell'unità tedesca, causando una tremenda esplosione che illuminò a giorno il luogo dello scontro. La nave tedesca affondò immediatamente con la perdita di quasi tutto l'equipaggio. Sia il Le Terrible che il Le Malin si diressero quindi a caccia del resto delle navi tedesche: la torpediniera TA36 fu raggiunta da alcuni colpi caduti nelle vicinanze e infine centrata sul lato di destra della poppa riportando però solo danni leggeri; la TA37, invece, fu colpita nella sala macchine e cadde preda di un incendio, perdendo in velocità e rimanendo attardata rispetto al resto della formazione.
Il capitano Lancelot aveva l'intenzione di serrare le distanze per finire il bersaglio, ma all'orizzonte furono scorti i movimenti di sospette motosiluranti nemiche e il comandante francese decise di ritirarsi; le ombre scorte dalle vedette dei francesi erano in effetti i meno temibili dragamine della scorta tedesca, i quali stavano ritornando sul luogo dello scontro per recuperare i naufraghi della Kapitan Diederichsen e i soli quattro sopravvissuti dello UJ201. Lancelot diresse quindi a sud rientrando in porto senza problemi.

## Conseguenze
La Kapitan Diederichsen rimase a galla ancora per un po' di tempo, ma un tentativo dei tedeschi di recuperare l'unità fallì e la nave fu lasciata affondare dopo aver recuperato il suo equipaggio; la pesantemente danneggiata torpediniera TA37, invece, fu felicemente fatta rientrare a Pola. Le perdite tedesche ammontarono a circa 150 tra morti e feriti.
Le unità francesi continuarono a operare in Adriatico fino alla metà del 1944 spostandosi nella parte meridionale del bacino, bombardando le postazioni tedesche a Zante e affondando, il 19 marzo, due traghetti tedeschi in viaggio per Navarino. In agosto i cacciatorpediniere francesi furono richiamati nel Mediterraneo occidentale per prendere parte all'invasione anfibia della Francia meridionale.